# Bulwar Politechniki Wrocławskiej we Wrocławiu
Bulwar Politechniki Wrocławskiej – bulwar położony we Wrocławiu w obrębie osiedla Plac Grunwaldzki, nad największą z wrocławskich rzek – Odrą, w górnym jej odcinku ramienia głównego oraz Przekopem Szczytnickim, w rejonie Wybrzeża Stanisława Wyspiańskiego. Całkowita długość obiektu wynosi około 400 m  . Jego początek znajduje się w pobliżu stacji kolejki linowej – Polinka – a koniec przy Jazie Szczytniki . 

## Historia
Budowa nowego bulwaru na terenie zajmowanym przez Politechnikę Wrocławską, pomiędzy brzegiem rzeki a budynkiem H-14 (w którym siedzibę ma Studencka Sekcja Wioślarska Politechniki Wrocławskiej) trwała od sierpnia 2015 r.  , a uroczyste otwarcie miało miejsce 28 maja 2016 r. Uroczystość ta powiązana została z rozpoczęciem regat Odra River Cup 2016  . Przecięcia wstęgi dokonali prof. Tadeusz Więckowski, rektor, za którego kadencji rozpoczęła się przebudowa nabrzeża, i prof. Cezary Madryas, wówczas rektor-elekt .

## Charakterystyka
W ramach inwestycji powstały między innymi deptak, miniplaża, boisko do koszykówki, pomosty, nowa przystań i inne elementy architektury  . Swoje miejsce znalazły na bulwarze także nowi krasnale wrocławscy – wioślarze. Figurka przedstawia ósemkę męską w łodzi sterowanej przez kobietę .